# Gestione delle collezioni

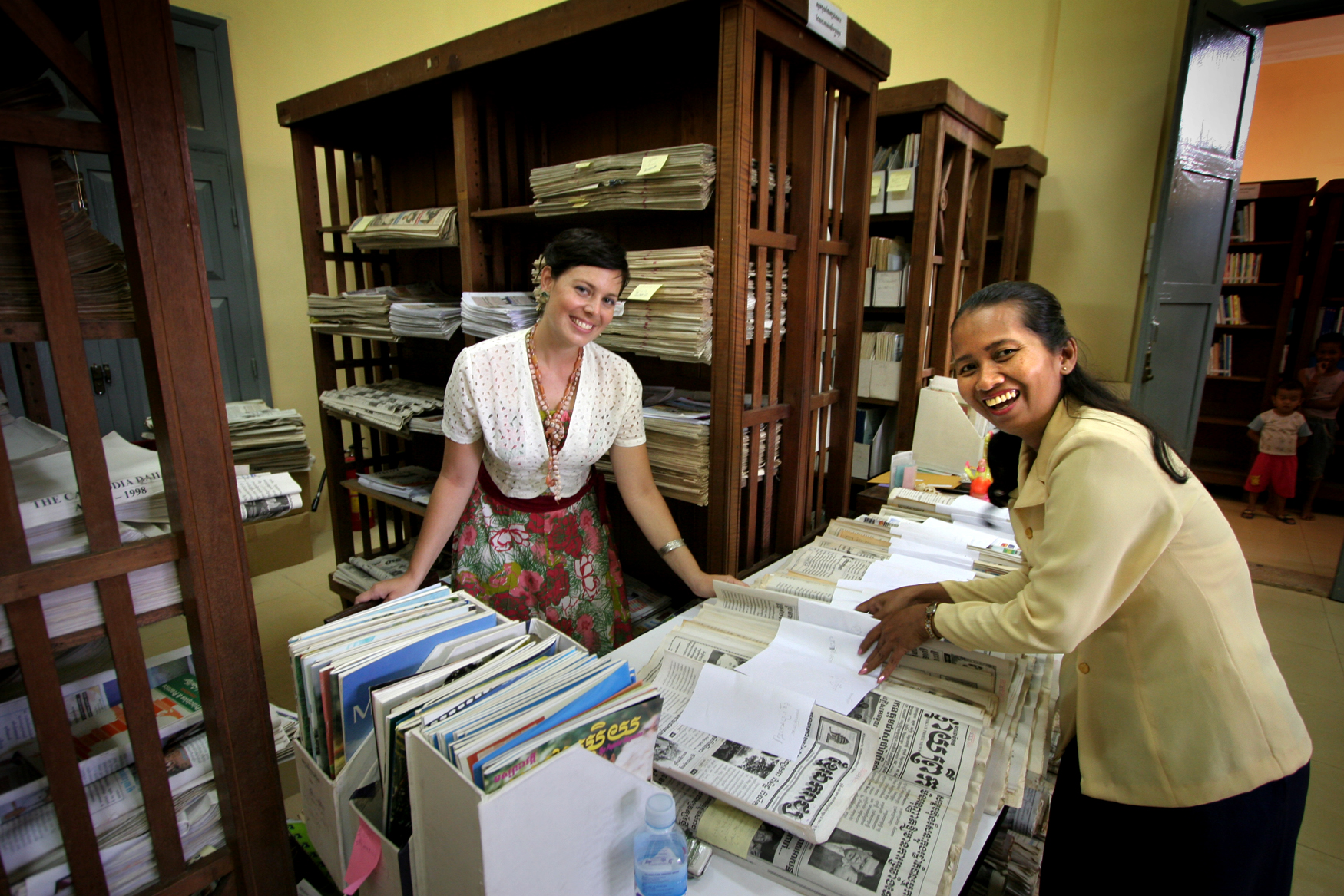
I volontari ordinano e catalogano una collezione della biblioteca presso la Biblioteca Nazionale della Cambogia. Creare documentazione e fornire condizioni di conservazione sicure sono aspetti importanti della gestione delle collezioni.

Le collezioni di beni culturali richiedono una grande cura e misure di protezione per garantire la loro sicurezza contro perdite o danneggiamenti esterni, ma richiedono anche una documentazione approfondita per aiutare a tracciare la vita di un oggetto all'interno dell'istituzione in cui è conservato. Per soddisfare queste esigenze, le istituzioni aderiscono agli standard e alle pratiche di gestione e cura delle collezioni, che servono a creare un ambiente sicuro per gli oggetti con una documentazione di accompagnamento chiara e precisa. Laddove la cura delle collezioni riguarda le azioni fisiche necessarie per prevenire o ritardare i danni al patrimonio culturale, la gestione delle collezioni può essere definita come "un processo di raccolta di informazioni, comunicazione, coordinamento, formulazione di linee guida, valutazione e pianificazione". Questi processi influenzano le decisioni sulla gestione dei registri e la politica di gestione delle raccolte, che delinea i protocolli per l'ambito della raccolta, la cura delle collezioni e la pianificazione e risposta alle emergenze.

## Sistemi di gestione delle collezioni
I sistemi di gestione delle collezioni (Collection Management Systems CMS in inglese) sono programmi software progettati per facilitare l'archiviazione e la catalogazione degli oggetti in una collezione, all'interno di biblioteche, archivi e musei. Sebbene ogni programma CMS sia unico, ci sono diverse funzionalità che sono considerate standard:
- Catalogazione : questa funzione include campi che consentono l'identificazione dell'oggetto come numeri di identificazione permanente, nome dell'oggetto, nome dell'artista o del creatore, descrizione dell'oggetto, dimensioni, componenti e materiali, condizioni di conservazione, provenienza, cronologia di esposizione e conservazione, posizione attuale e un'immagine dell'oggetto.
- Acquisizioni : questa funzione include campi relativi al donatore e alla cronologia delle acquisizioni per l'oggetto in questione come data di acquisizione, nome del donatore o venditore e informazioni di contatto, numero di accesso assegnato, prezzo di acquisto, valutazione delle condizioni al momento dell'arrivo e restrizioni rispetto al venditore o donatore, se applicabili.
- Esclusione: questa sezione è dedicata alla rimozione di un oggetto da una raccolta e include informazioni quali la data di esclusione, il metodo di smaltimento utilizzato e il motivo della rimozione.
- Prestiti : questa funzione viene utilizzata per tenere traccia delle informazioni sui prestiti in entrata e in uscita e include il nome del prestatore e le informazioni di contatto, requisiti speciali, istruzioni di spedizione, polizze assicurative associate e cronologia dei prestiti.
- Relazioni sulle condizioni di conservazione e relazioni di restauro: questa sezione include le valutazioni delle condizioni eseguite sugli oggetti, il nome dell'ispettore e la data dell'ispezione. Questa sezione include inoltre le relazioni di restauro che descrivono in dettaglio i trattamenti di conservazione-restauro eseguiti sull'oggetto.
- Sicurezza : questa funzione consente all'amministratore del database di limitare l'accesso concedendolo solo a individui specifici l'autorizzazione per visualizzare e/o modificare i dati degli oggetti.
- Copyright : la funzione di copyright consente all'istituzione di inserire restrizioni di proprietà intellettuale rilevanti per gli oggetti al fine di impedirne la distribuzione o la riproduzione illegale.
- Multimedia : la funzione multimediale è una funzione che consente di allegare alla scheda dell'oggetto materiali digitali come immagini, video e contenuti audio rilevanti. Questa funzione consente in genere l'input dei metadati associati.[2]

### Inventari
Secondo lo Smithsonian Institution, un archivio è costituito da "qualsiasi informazione ufficiale registrata, indipendentemente dal mezzo o dalle caratteristiche con cui viene creata, ricevuta e mantenuta" da un singolo collezionista o istituzione. Poiché ogni oggetto all'interno di una collezione deve avere una documentazione di accompagnamento, la gestione degli archivi rappresenta uno degli obiettivi principali della gestione delle collezioni e comprende un'ampia gamma di standard che riguardano la documentazione e le linee guida. Gli argomenti trattati nell'ambito della gestione degli archivi includono i sistemi di gestione delle informazioni sulle collezioni, le linee guida per l'inclusione e la rimozione delle collezioni, le politiche di gestione delle collezioni, la catalogazione e l'ambito curatoriale. La mancanza di adeguati sistemi di registrazione di informazioni nell'ambiente museale compromette la sicurezza delle collezioni e minaccia il ruolo dei musei come centri di informazione. La gestione pianificata e sistematizzata dei documenti migliora i programmi e le attività nei musei, portando così a una governance e un funzionamento efficaci dell'istituzione.

### Catalogazione
La catalogazione è il processo di immissione di dati informativi su un oggetto in un catalogo o database di una collezione. Questo processo prevede l'assegnazione di numeri di identificazione univoci ai singoli oggetti all'interno di una collezione e l'allegare la documentazione di accompagnamento pertinente, come fogli di lavoro curatoriali, fotografie, condition report e informazioni di inclusione e/o rimozione dalla collezione. Un catalogo ha lo scopo di fungere da registrazione sistematica, scritta o digitale, di ogni oggetto all'interno di una collezione e dovrebbe nella sua forma più essenziale includere una descrizione dell'oggetto che ne consenta una facile identificazione.
La catalogazione è un aspetto importante della gestione delle collezioni in quanto fornisce i singoli documenti associati a ciascun oggetto. In caso di smarrimento o distruzione di un manufatto, la voce di catalogo può essere utilizzata come registrazione permanente dell'oggetto e dei dati ad esso associati. Per alcune collezioni, come quell di storia naturale, la voce di catalogo per un oggetto o un campione contiene anche i valori scientifici e le informazioni di ricerca, rendendo imperativo il mantenimento di una voce di catalogo per le istanze di ricerca e istruzione. La maggior parte dei collezionisti e delle istituzioni moderne utilizzano i software CMS per semplificare il processo di catalogazione. Affinché l'operazione sia efficace, devono essere utilizzati standard di immissione per la struttura, i valori e il contenuto dei dati, che quindi "formano la base per un insieme di strumenti che possono portare a una buona catalogazione descrittiva, documentazione coerente, record condivisi e maggiore accesso dell'utente finale."

### Cura
La cura può essere definita come la raccolta, l'organizzazione, la conservazione e l'esposizione di informazioni su un oggetto specifico o un argomento. Questa attività è svolta da individui noti come curatori, che, in molti casi, sono formati come specialisti della materia. I curatori conducono ricerche sugli oggetti, offrono una guida nell'organizzazione di una collezione e selezionano gli oggetti da utilizzare nelle mostre . La curatela prevede lo sviluppo e la progettazione di mostre, tipicamente basate su oggetti all'interno della collezione, nonché la ricerca approfondita e la scrittura di approfondimenti sulla collezione.

#### Cura digitale
La digital curation è un'estensione della content curation e implica la raccolta, la conservazione e l'archiviazione di risorse digitali associate alle collezioni digitalizzate. Le risorse digitali includono sia quegli elementi che hanno avuto origine in forma digitale e sono considerati nativi digitali (cioè siti web, wiki e suoni e fotografie creati digitalmente), sia elementi analogici che sono stati digitalizzati (cioè catalogati in forma digitale, mentre ancora mantengono la forma fisica/analogica originale). La digital curation, come la content curation, comporta anche lo sviluppo e la progettazione di mostre basate su oggetti all'interno della collezione, che in questo caso spesso comportano la manutenzione del sito web per la realizzazione di mostre online.
Che siano nate in forma digitale o che siano state digitalizzate, molte collezioni moderne contengono una qualche forma di contenuto digitale che deve essere mantenuta in modo simile agli oggetti fisici. La conservazione delle risorse digitali comporta la creazione di metadati per migliorare l'accessibilità e il tracciamento degli oggetti, prevenire l'obsolescenza tecnica e la perdita di dati dovuta a cattiva gestione, eseguire audit di routine del software tecnico e dei cataloghi digitali per garantire che i dati rimangano intatti, applicare standard di autorizzazione per proteggere i dati da alterazioni non autorizzate, e la gestione dei contenuti ai fini della ricerca e dell'esposizione.

## Politica di gestione delle collezioni
Una politica di gestione della raccolta pone le basi per le metodologie con cui un'istituzione gestisce le situazioni relative alla propria raccolta. Può essere definito come “una dichiarazione scritta dettagliata che spiega perché un'istituzione è operativa e come svolge la propria attività. La policy articola gli standard professionali dell'istituzione per quanto riguarda gli oggetti lasciati alle sue cure e funge da guida per il personale”. Poiché le istituzioni si trovano spesso di fronte a domande che riguardano quali oggetti dovrebbero acquisire, come gestire la rimozione o il prestito degli oggetti della collezione o gli standard di tutela degli oggetti, è imperativo avere delle linee guida chiare che possano aiutare a prevenire possibili problemi. La prevenzione è l'approccio migliore quando si tratta di operazioni e oggetti nella collezione, quindi le linee guida rappresentano un documento importante che può essere visto quasi come un confine stabilito per aiutare a garantire che il museo rimanga fedele alla sua missione, fornendo anche la migliore assistenza alla sua collezione.
L'obiettivo principale della gestione delle collezioni è documentare gli standard e le pratiche necessarie per sviluppare, curare e rendere disponibili per l'uso gli oggetti di un collezionista o di un'istituzione. Per fare ciò, viene creata una politica di gestione delle collezioni in cui vengono fornite informazioni dettagliate per spiegare le esigenze specifiche della collezione in base a tipo, epoca, localizzazione, ecc. Le politiche di gestione della collezione sono specifiche per l'istituto che la detiene e stabiliscono ad esempio quale figura professionale è responsabile dei singoli compiti, se e quando un oggetto deve essere acquisito o rimosso dalla raccolta, chi all'interno dell'istituzione ha l'accesso alla collezione e le esigenze di conservazione preventiva di ciascun oggetto all'interno della collezione.
Dato che quasi ogni decisione presa da un museo viene definita tenendo presente la sua missione, è importante che questa sia inclusa nelle linee guida. Una dichiarazione di intenti stabilisce le volontà del museo in termini di scopo, ruoli e responsabilità nei confronti del pubblico e delle collezioni. Questa affermazione è ciò che aiuta a determinare tutto ciò che fa il museo e a cui dovrebbe essere fatto riferimento regolarmente per garantire che le decisioni siano ancora in linea con l'obiettivo originale. Le dichiarazioni di missione del museo devono aderire agli standard dell'American Alliance of Museums.
Oltre alla dichiarazione di intenti, le linee guida in genere includono una sezione che delinea l'ambito della collezione. Questa è una sezione che “esamina la storia della collezione; considera i suoi punti di forza, di debolezza e gli usi attuali; e afferma ciò che il museo fa e non raccoglie”. La politica delle collezioni o i criteri di selezione di una biblioteca, un archivio o una collezione museale costituiscono una dichiarazione delle priorità dell'istituzione in quanto si applicano all'acquisizione di nuovi materiali. Le linee guida della collezione ne guidano il processo di sviluppo.
Anche le biblioteche più grandi, meglio finanziate e famose (come la Library of Congress, la British Library e la Stanford University) non possono acquisire, ospitare, catalogare e mantenere tutte le opere, quindi è necessaria una politica o una serie di criteri per la selezione di ciò che si vorrebbe acquisire. Generalmente la politica delle collezioni è correlata alla missione o allo scopo della biblioteca: ad esempio le biblioteche nazionali raccolgono materiali relativi a quella nazione o pubblicati nel territorio di quella nazione, le biblioteche accademiche generalmente raccolgono materiali utilizzati nell'insegnamento e nella ricerca presso l'istituzione che servono e le biblioteche pubbliche raccolgono materiali che dovrebbero soddisfare le richieste del pubblico che ne fa uso.
Esempi di linee guida per le raccolte includono:
- Dichiarazioni sulla politica delle collezioni della Biblioteca del Congresso (organizzate per settore)[19]
- Dichiarazione sulla politica di raccolta della B. Davis Schwartz Memorial Library[20] presso la Long Island University
- Politica delle collezioni della National Library of New Zealand (politica digitale e fisica integrata)[21]
- Politica di raccolta e conservazione per SunSITE ( biblioteca digitale )[22]

Oltre a stabilire le priorità per l'acquisto di nuovi materiali, le politiche di raccolta servono anche da guida quando alle biblioteche vengono offerte donazioni o dotazioni. L'acquisizione di materiali può essere meno costosa dell'elaborazione (smistamento, catalogazione, ecc.) e dei costi di conservazione a lungo termine di molti materiali, e anche le donazioni alle biblioteche di solito hanno costi di gestione associati.
La politica di un'istituzione può anche includerne la storia.

### Considerazioni legali ed etiche
Oltre agli standard di cura generale, una politica di gestione delle collezioni è disciplinata anche dalle restrizioni legali locali e internazionali imposte a determinati beni del patrimonio culturale e dalle esigenze di gestione ad esse associate. Ci sono innumerevoli leggi che specificano come le antichità, i reperti archeologici e i manufatti etnici devono essere gestiti e salvaguardati per garantire la loro sicurezza fisica, nonché le considerazioni etiche che devono essere affrontate quando si prendono in considerazione questi manufatti unici.
Esempi di leggi locali negli Stati Uniti d'America includono:
- Act for the Preservation of American Antiquities, 8 giugno 1906 ("The Antiquities Act") (16 USC 431-433): autorizza il Presidente degli Stati Uniti a dichiarare i monumenti nazionali e fa rispettare le norme a protezione dei siti archeologici e degli oggetti recuperati da scavi.[23]
- Museum Properties Management Act del 1955, (16 USC, Sect. 18 [f]): spiega le responsabilità e le azioni che possono essere eseguite dal Segretario degli Interni degli Stati Uniti attraverso il National Park Service ed include l'accettazione di donazioni e lasciti di denaro, acquisizione di oggetti e collezioni museali, effettuazione di scambi di oggetti o collezioni museali, accettazione e concessione in prestito di oggetti o collezioni museali.[24]
- Native American Graves Protection and Repatriation Act del 1990 (NAGPRA), (25 USC 3001-13): identifica i diritti di proprietà e controllo per gli oggetti culturali dei nativi americani.[25]

Esempi di legislazione internazionale includono:
- La Convenzione dell'Aia per la protezione dei beni culturali in caso di conflitto armato, (adottata il 14 maggio 1954): un trattato internazionale incentrato sulla protezione del patrimonio culturale come i monumenti architettonici, i siti archeologici, le opere d'arte e tutti gli oggetti ritenuti di valore artistico, storico o scientifico.[26]
- Convenzione sui mezzi per vietare e prevenire l'importazione, l'esportazione e il trasferimento illeciti di proprietà di beni culturali, (Parigi, 14 novembre 1970): un accordo internazionale per contrastare le pratiche di importazione, esportazione e trasferimento illeciti di proprietà di beni culturale al fine di preservare il patrimonio culturale mondiale.[27]
- Convenzione per la Salvaguardia del Patrimonio Culturale Immateriale, (Parigi, 17 ottobre 2003): un accordo internazionale volto a salvaguardare il patrimonio culturale immateriale, sensibilizzando e valorizzandolo. Il patrimonio culturale immateriale comprende “le pratiche, le rappresentazioni, le espressioni, le conoscenze, le abilità – nonché gli strumenti, gli oggetti, i manufatti e gli spazi culturali ad essi associati – che comunità, gruppi e, in alcuni casi, individui riconoscono come parte del loro patrimonio culturale. "[28]

### Politica di raccolta
Scritte come una sottosezione della politica generale di gestione della collezione, la maggior parte dei collezionisti e delle istituzioni culturali utilizza una politica delle collezioni, o una politica dei criteri di selezione, in cui viene delineato lo scopo della collezione e i tipi di oggetti considerati più rilevanti. La politica di raccolta definisce l'ambito della collezione e la sua rilevanza per la missione dell'istituzione fungendo da "ampia descrizione delle collezioni [dell'istituzione] e una spiegazione di come e cosa raccoglie il museo e come vengono utilizzate tali collezioni". L'ambito della collezione così come stabilito in questa politica serve a definire se, quando e come un'istituzione culturale sceglie di accedere o rimuovere oggetti dalla sua collezione. Inoltre, poiché diversi tipi di collezioni richiedono protocolli di tutela unici, la politica di raccolta definisce nel dettaglio anche le categorie associate alla collezione, come biblioteca o archivio, istruzione o ricerca, permanente e mostra. La politica di raccolta potrebbe anche affrontare i conflitti di interesse per i dipendenti che detengono collezioni personali simili a quelle dell'istituto presso cui sono impiegati.

#### Acquisizione
L'acquisizione può essere definita come "il processo di creazione di una registrazione permanente di un oggetto, assemblaggio o lotto ricevuto da una fonte in un determinato momento per il quale l'[istituzione] ha la custodia, il diritto o il titolo, e l'assegnazione di un numero di controllo univoco a detto oggetto, assemblaggio o lotto." Come parte della politica di raccolta, i collezionisti e le istituzioni devono definire i termini di acquisizione per garantire che solo gli oggetti rilevanti vengano inseriti con successo nella collezione. Questa parte delle linee guida definisce: chi all'interno dell'istituzione è autorizzato a prendere decisioni sull'acquisizione o meno di un oggetto, in quali termini legali l'oggetto deve essere acquisito (ad es. documentazione comprovante l'acquisto legale, restrizioni all'importazione e all'esportazione e diritti di proprietà intellettuale) e informazioni sull'accordo del repository se l'oggetto deve essere archiviato all'interno di una struttura fuori sede. La sezione di adesione della politica di raccolta potrebbe anche discutere i punti di forza e di debolezza della raccolta esaminando la storia della collezione nel suo insieme. Ciò a sua volta consente al collezionista o all'istituzione di stabilire linee guida per migliorare, far crescere e sviluppare la collezione nel modo migliore.

#### Esclusione
L'esclusione è l'opposto dell'acquisizione e comporta la rimozione permanente di un oggetto e di tutti i documenti associati ad esso dalla collezione di un privato o di un'istituzione. Come la parte relativa all'adesione della politica di raccolta, la sezione relativa all'esclusione stabilisce i termini in base ai quali un oggetto può essere considerato per la rimozione, nonché le figure professionali con l'autorità per approvare il processo. Inoltre, questa sezione illustra le restrizioni legali associate alla rimozione dell'oggetto e i tipi di smaltimento appropriati in base al motivo dell'esclusione. Ci sono molte ragioni per cui un oggetto può essere rimosso da una raccolta, tra cui:
- L'oggetto è stato ritenuto non più pertinente alla missione del titolare della collezione o all'ambito della collezione permanente.
- Le condizioni dell'oggetto sono deteriorate o danneggiate a tal punto che il titolare della collezione non può implementare operazioni di restauro, oppure l'oggetto rappresenta ora un rischio per la salute del personale dell'istituto.
- L'istituzione non possiede più i mezzi per mantenere l'oggetto in un ambiente adeguato a causa di problemi finanziari o di bilancio, perdita di personale, mancanza di attrezzature, ecc.
- L'istituto possiede già oggetti simili all'interno della collezione, il che provoca un'inutile ridondanza.
- L'oggetto è stato ritenuto falso o contraffatto, oppure non autentico e non più rilevante.
- Il detentore della collezione si trova in una posizione in cui l'esclusione di un oggetto migliorerà la qualità della cura e la funzionalità della restante collezione.[31]

#### Prestiti e custodia temporanea di oggetti
Collezionisti e istituzioni a volte trasferiscono oggetti facenti parte delle loro collezioni per periodi di tempo temporanei come parte di accordi di prestito o custodia temporanea. Questi prestiti aiutano a condividere e diffondere informazioni fra diverse comunità e possono rivelarsi reciprocamente vantaggiosi sia per gli individui che per le istituzioni stesse. I prestiti possono verificarsi per una serie di motivi e ai fini delle linee guida i prestiti possono essere definiti come: prestiti per mostre fisse o itineranti, prestiti per scambi, prestiti per studi, regali promessi, regali a interesse frazionario (un "interesse residuo del donatore in un regalo parziale"), e prestiti a lungo termine. Le politiche per i prestiti possono essere applicate anche alle acquisizioni durante il periodo di lavorazione, agli oggetti non richiesti fino a quando non si può organizzare un ritorno presso la loro sede abituale e agli oggetti da collezione o quegli oggetti trovati, abbandonati o non reclamati, di cui la proprietà non è chiara.
All'interno della sezione riguardante l'ambito delle collezioni di una politica di gestione delle collezioni, c'è in genere un'area dedicata alla discussione delle procedure per l'approvazione e l'accettazione del prestito, le commissioni di acquisizione associate, la documentazione richiesta, i requisiti assicurativi specifici e le istruzioni di monitoraggio per le mostre temporanee. Questa sezione può anche includere informazioni su vecchi prestiti e opere con restrizioni che disciplinano se e quando possono lasciare l'istituzione proprietaria. La politica di prestito dovrebbe affrontare sia i prestiti in entrata che in uscita con procedure scritte accuratamente redatte.

#### Valutazione del rischio
La gestione delle collezioni si concentra molto sugli standard di pianificazione e risposta e illustra queste pratiche in documenti che descrivono in dettaglio come il personale responsabile della cura di una collezione dovrebbe affrontare le varie situazioni di rischio per la collezione. Un piano di gestione o una strategia di mitigazione del rischio è la sezione delle linee guida che identifica i potenziali pericoli in base alla regione in cui si trova la collezione, inclusi incendi, terremoti, attività criminali o inondazioni, oltre a danni da riparazioni, collasso dell'edificio, cura della collezione non ottimale e negligenza. Per redigere i piani di gestione del rischio, viene condotta una valutazione della significatività e del rischio o una valutazione delle condizioni di conservazione della collezione.

#### Conservazione preventiva

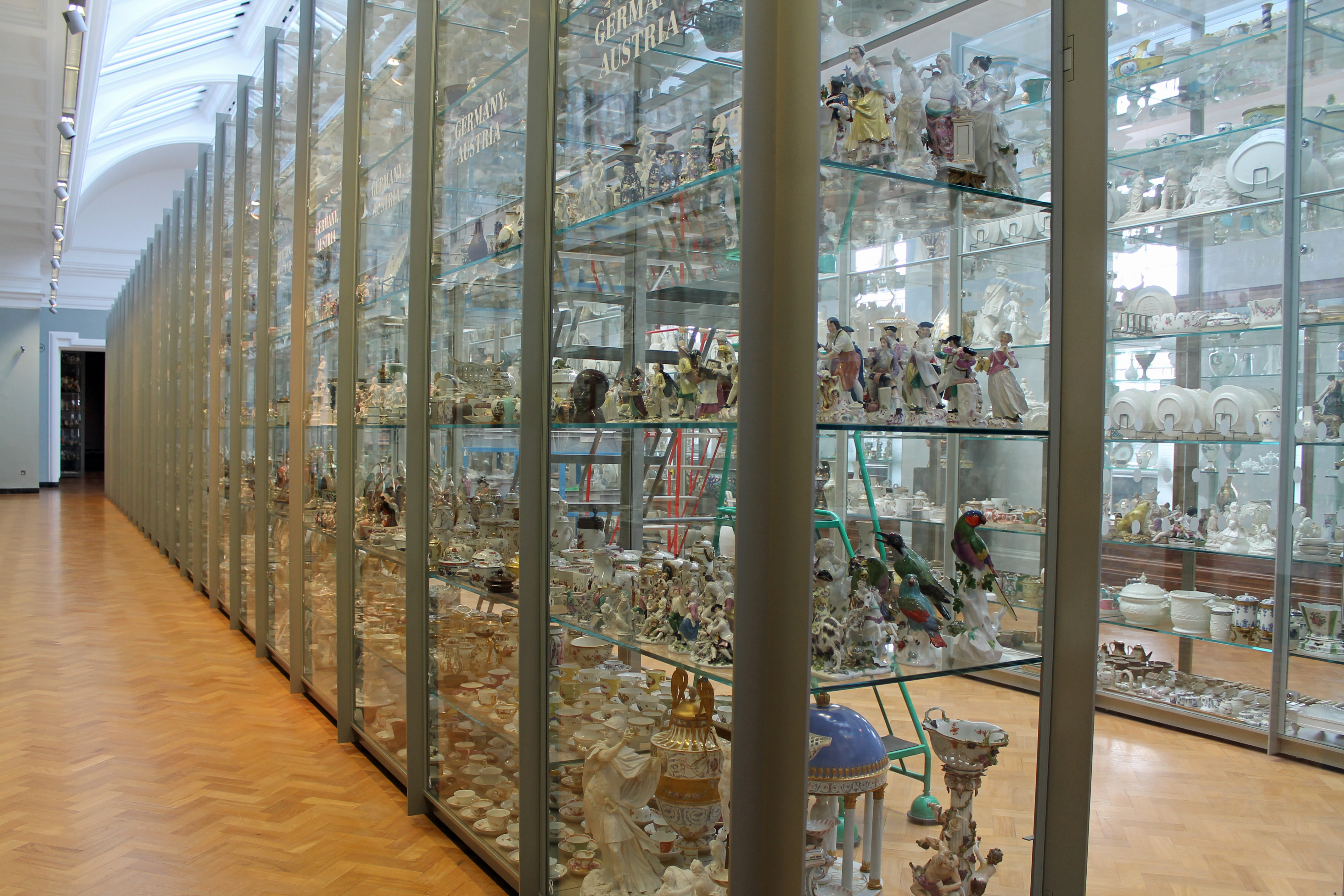
Le strutture di deposito al Victoria and Albert Museum di Londra, Inghilterra.

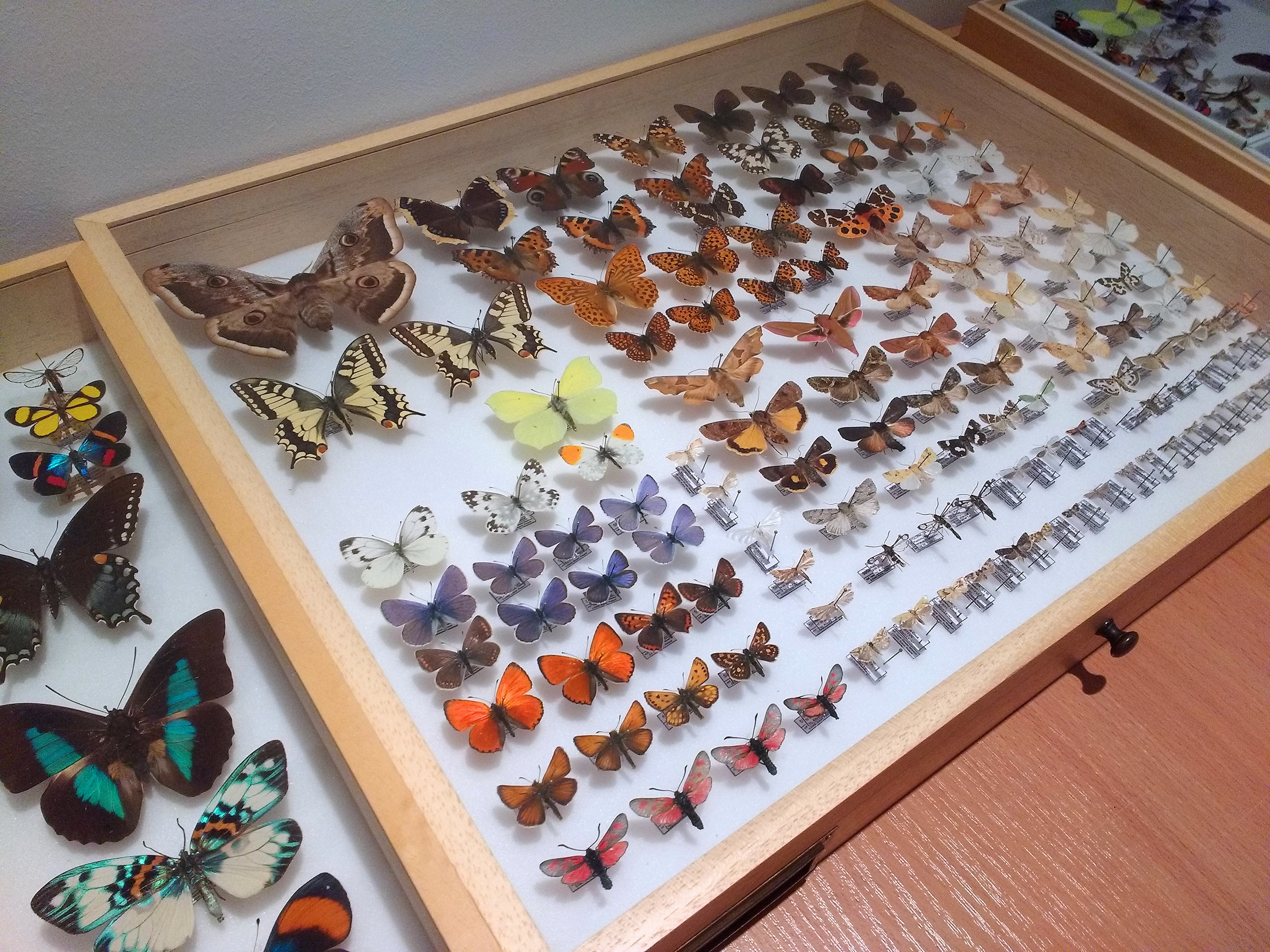
Cassetti per campioni di insetti nel Museo dell'Alta Slesia a Bytom, Polonia.

La cura delle collezioni può essere definita come l'insieme delle misure di conservazione preventiva adottate per evitare l'insorgenza di danni o ritardare il deterioramento naturale degli oggetti della collezione. Queste pratiche si sforzano di fornire una maggiore sicurezza per le raccolte riducendo al minimo i danni da fonti esterne come manipolazione impropria, atti vandalici, cambiamenti climatici, sovraesposizione alla luce e parassiti. Una politica di gestione delle collezioni esamina attentamente le esigenze di conservazione preventiva dei singoli oggetti all'interno della collezione, al fine di fornire pratiche e standard su come minimizzare le minacce, nonché le procedure adeguate per affrontare i problemi man mano che si presentano. Gli argomenti secondari all'interno di questa sezione possono includere l'esposizione e la conservazione nei depositi, l'imballaggio e il trasporto e la gestione integrata dei parassiti.

##### Esposizione e deposito
Quando gli oggetti sono conservati all'interno di una collezione, sia in deposito che in esposizione, la preoccupazione principale dovrebbe essere il mantenimento della sicurezza della collezione. Per fare ciò, il collezionista o l'istituzione proprietaria deve fornire dei depositi adeguati, nonché le condizioni ambientali necessarie per prevenire danni. La politica di gestione delle collezioni per la collezione dovrebbe contenere sezioni in cui le esigenze di esposizione e deposito degli oggetti sono affrontate in modo completo. La consultazione con un restauratore-conservatore è necessaria per affrontare in modo esaustivo questi argomenti.
In termini di deposito, un solido design strutturale è fondamentale per garantire che gli oggetti rimangano intatti. Ciò include l'utilizzo di imbottiture e di sostegni per gli oggetti al fine di prevenire danni da urti, e vetrine o supporti stabili, attività che richiedono la collaborazione con un produttore specializzato di supporti per garantire la corretta creazione e installazione. Basamenti, mensole, cassetti e custodie, oltre a elementi di fissaggio, adesivi, carte e schiume, devono essere scelti in base alla loro compatibilità con il design strutturale e i materiali di ogni singolo oggetto. La politica di gestione delle collezioni dovrebbe delineare specifiche quali l'uso di materiali privi di acidi (pH neutro) e coloranti; l'adozione di armadietti chiusi ove disponibili; rivestimenti appropriati come tessuti (ad es. mussola non sbiancata), fogli di polietilene e schiuma a cellule chiuse (ad es. etaschiuma); contenitori in carta, plastica, legno o metallo; custodie come cartelle o tappetini; e standard per telai, supporti e sistemi di fissaggio in genere.
Le principali condizioni ambientali che richiedono protocolli definiti nella politica di gestione delle collezioni includono temperatura, umidità relativa (UR), luce e agenti contaminanti. È impossibile prevenire completamente il deterioramento naturale degli oggetti, ma monitorando attentamente l'ambiante e attuando linee guida corrette relative alle condizioni ambientali, gli effetti di queste condizioni possono essere notevolmente ridotti.
- Temperatura : è consentita una certa flessibilità per quanto riguarda la temperatura, poiché è impossibile controllare il clima esterno. Tuttavia, gli standard delle linee guida dovrebbero mirare a stabilire intervalli di temperatura ottimizzati per il tipo di oggetti da conservare, le restrizioni energetiche e finanziarie del collezionista o dell'istituzione, nonché i livelli di comfort umano all'interno sia delle gallerie espositive che dei depositi.[42]
- Umidità relativa : come la temperatura, anche gli standard di umidità relativa consentono alcune fluttuazioni, sebbene le politiche dovrebbero tenere conto del fatto che l'umidità eccessiva o gli sbalzi drammatici improvvisi dell'umidità relativa sono dannosi per quasi tutti i materiali del patrimonio culturale e possono causare problemi come corrosione, muffa, fessurazioni,[43] deformazioni,[44] o infragilimento.[42][45]
- Luce : ci sono due tipi di luce - ultravioletta (UV) e luce appartenente allo spettro del visibile, ossia quella percepita dall'occhio umano - che devono essere affrontati nell'ambito della gestione e della cura delle collezioni. Gli effetti dell'esposizione alla luce dello spettro del visibile sono cumulativi, ma questa è necessaria per visualizzare e maneggiare in sicurezza gli oggetti all'interno di una collezione, il che significa che dovrebbero essere stabiliti standard per limitare il tempo e i livelli di intensità dell'esposizione luminosa, senza mettere a rischio la sicurezza dei visitatori o del personale.[46] La luce UV, invece, non è necessaria per la fruizione o la movimentazione delle collezioni, e come tale va eliminata il più possibile attraverso l'utilizzo di filtri per evitare danni quali ingiallimento o disgregazione.[46]
- Contaminanti : gli agenti contaminanti possono assumere una varietà di forme come gas, liquidi o solidi e possono rappresentare una minaccia non solo per la collezione, ma anche per quegli individui che vi entrano a contatto. Per garantire la sicurezza del personale e dei manufatti, è necessario che la politica di gestione della collezione specifichi i metodi appropriati per documentare e ricercare i materiali che rappresentano un rischio in quanto introdurrebbero contaminanti, nonché spiegare quali precauzioni devono essere prese per prevenire contaminazione come risultato di un errore umano o della degradazione chimica dei manufatti della collezione. Gli oggetti contaminati possono mostrare segni di disintegrazione, scolorimento[47] o corrosione.[41]

##### Imballaggio e trasporto
I manufatti che costituiscono una collezione dovrebbero idealmente essere maneggiati il meno possibile poiché questo costituisce il momento di maggior rischio. Una corretta esposizione e un corretto deposito contribuiranno a mitigare alcuni dei rischi di danni accidentali, ma è importante creare e implementare standard elevati per la cura e la manipolazione di routine, nonché per l'imballaggio e il trasporto. È estremamente importante garantire che il personale sia consapevole e istruito sulle pratiche standard per la manipolazione degli oggetti come i protocolli di lavaggio delle mani, l'uso appropriato di guanti di cotone o lattice, le pratiche consolidate per identificare le debolezze strutturali che possono richiedere cure speciali e le modalità accettate di trasporto di oggetti all'interno dell'istituzione (es. pianali, carrelli, vassoi, pannelli e carta velina).
A volte un collezionista o un'istituzione avrà bisogno di spostare oggetti al di fuori dei luoghi di esposizione e di deposito. La politica di gestione della raccolta, che discute le corrette procedure per prestiti e acquisizioni, deve quindi prevedere anche adeguati protocolli di imballaggio e trasporto per garantire che gli oggetti arrivino a destinazione in sicurezza. Per garantire un trasporto sicuro, le tecniche di manipolazione devono essere combinate con i requisiti di imballaggio individuali per l'oggetto specifico da spedire. Idealmente, l'oggetto sarà imballato in un contenitore da spedizione che fornisce protezione da urti, vibrazioni, improvvisi cambiamenti climatici e da errori di movimentazione. Le linee guida di gestione della collezione consiglieranno il personale su come affrontare al meglio questioni come "la fragilità dell'oggetto, il metodo di spedizione, le condizioni ambientali attraverso le quali viaggeranno gli oggetti e le condizioni ambientali a destinazione". Durante il processo di imballaggio e trasporto, è probabile che diversi dipartimenti all'interno dell'istituzione di partenza contribuiscano e la collaborazione con l'istituto ricevente deve essere organizzata per fornire politiche per l'acclimatazione e il disimballaggio dell'oggetto una volta ricevuto.

##### Gestione integrata dei parassiti
All'interno della sezione relativa alla cura delle collezioni di una politica di gestione, c'è in genere una parte dedicata alla difesa integrata dai parassiti (Integrated Pest Management IPM in inglese). Questa sezione definisce le linee guida relative ai metodi di prevenzione e soppressione di vari tipi di parassiti che si trovano tipicamente all'interno delle collezioni. IPM si concentra sull'utilizzo di tecniche di prevenzione e trattamento non antiparassitari al fine di ridurre al minimo i rischi per la salute del personale nonché i danni alla collezione stessa. Esempi di tipi di parassiti che dovrebbero essere affrontati includono "insetti, muffe, topi, ratti, uccelli e pipistrelli".
L'aspetto della gestione della collezione riguardante l'IPM implica la creazione e l'attuazione di politiche per l'ispezione di routine di oggetti e strutture di deposito, procedure di cattura autorizzate e documentazione di tutte le ispezioni o programmi di cattura utilizzati all'interno della struttura. Queste politiche sono chiamate controlli culturali e le tecniche fisiche utilizzate come parte della cura delle collezioni sono conosciute come controlli meccanici. I controlli culturali specifici che possono essere documentati all'interno della politica di gestione delle collezioni includono:
- Norme per l'ispezione di tutti i nuovi materiali da portare nelle aree che ospitano la collezione, comprese le nuove acquisizioni e i prestiti e i materiali di stoccaggio o imballaggio.
- Pratiche definite per la manutenzione giornaliera delle collezioni e la pulizia generale delle strutture in cui è ospitata la collezione.
- Restrizioni sulle aree all'interno dell'edificio in cui cibo, bevande e fumo sono consentiti e vietati.
- Documentazione che mostra l'attento monitoraggio delle piante poste intorno all'esterno dell'edificio, con particolare attenzione alla vicinanza di piante vive e pacciame, oltre al divieto di portare piante vive o essiccate all'interno dell'edificio.
- Definizione di standard per la cura delle collezioni, compresa l'umidità relativa e le linee guida per il deposito.[52]

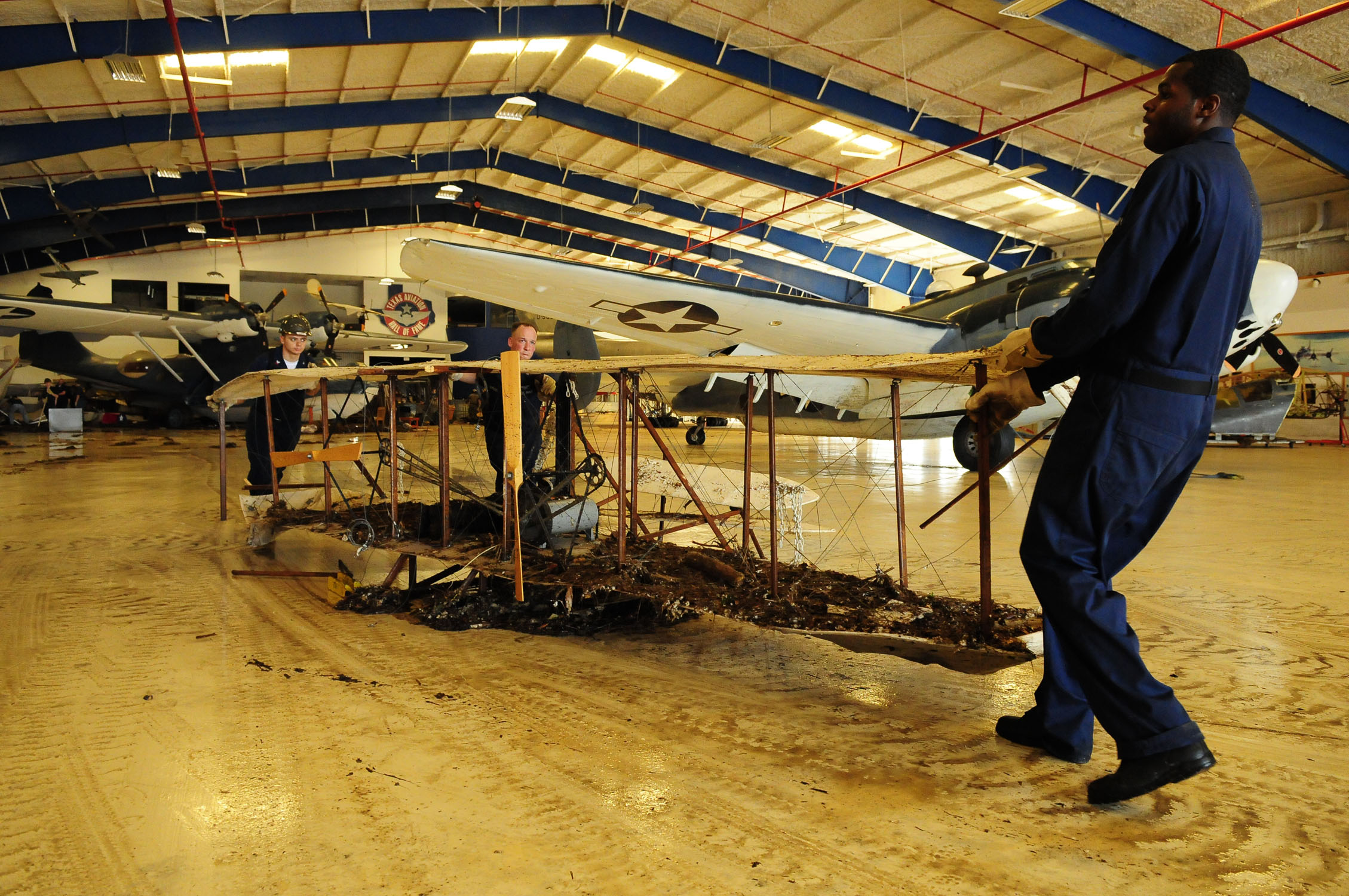
Il personale della US Navy sposta un aereo antico danneggiato dal Lone Star Flight Museum durante il ripristino di emergenza dopo l'uragano Ike a Galveston, in Texas, il 21 settembre 2008.

#### Politica per la sicurezza
I sistemi di sicurezza fisica per le strutture protette sono generalmente destinati a:
- dissuadere potenziali intrusi (es. cartelli di avvertimento, illuminazione di sicurezza e segnaletica perimetrale) = prevenzione dei rischi ;
- rilevare le intrusioni e monitorare/registrare gli intrusi (es. allarmi antintrusione e sistemi TVCC) = mitigazione del rischio ; e
- attivare risposte adeguate agli incidenti (ad es. da parte delle guardie di sicurezza e della polizia) = preparazione alle emergenze .

Spetta a progettisti di sicurezza, architetti e analisti il compito di equilibrare i controlli di sicurezza rispetto ai rischi, tenendo conto dei costi per definire, sviluppare, testare, implementare, utilizzare, gestire, monitorare e mantenere i controlli, insieme a questioni più ampie, quali l'estetica, i diritti umani, salute e sicurezza e norme o convenzioni sociali.

#### Gestione delle emergenze
Insieme alla politica di gestione della collezione, la maggior parte delle istituzioni disporrà anche di una raccolta di linee guida riguardanti la preparazione alle catastrofi e di una politica di risposta alle emergenze che delinea quali procedure dovrebbero essere adottate per prevenire lesioni o perdite di vite umane per tutto il personale e per i visitatori dell'edificio, nonché come ridurre al minimo i danni alla, o la perdita della, collezione. Il piano dovrebbe delineare i protocolli su come gestire un disastro, a partire dalla catena di comando all'interno della squadra di risposta alle emergenze, nonché le responsabilità individuali di ciascun membro del personale. La squadra di risposta alle emergenze includerà un funzionario dirigente, responsabile della notifica agli altri membri della squadra di un disastro in corso, e della supervisione dell'attuazione dei compiti di risposta alle emergenze. Questi membri del personale sono in genere formati sui protocolli di gestione della collezione adeguati. Il piano di preparazione alle catastrofi e di risposta alle emergenze dovrebbe includere anche istruzioni dettagliate che spieghino come gestire ogni tipo di disastro, compresa la valutazione e risposta iniziale alla minaccia, le procedure di evacuazione ove appropriato, i piani di mitigazione dei danni, le priorità di salvataggio, gli inventari post-danno e le procedure di ripristino.

#### Politica di sostenibilità
La sostenibilità è definita come l'uso, lo sviluppo e la protezione delle risorse per soddisfare le esigenze delle generazioni attuali e future. Le politiche di sostenibilità delle collezioni sono specifiche della collezione o dell'istituzione, in quanto bilanciano il contesto economico e sociale delle collezioni con l'impatto ambientale delle stesse, garantendo nel contempo il rispetto della legislazione locale e nazionale. Un piano d'azione per la sostenibilità viene utilizzato per identificare le pratiche non sostenibili, delineare un obiettivo e un calendario di completamento e assegnare le responsabilità. Le politiche di sostenibilità e i piani d'azione per la sostenibilità considerano la sostenibilità attraverso la lente dell'utilizzo delle risorse economiche, quando si considera il rapporto costi-benefici dei processi riguardanti il deposito, il personale, l'approvvigionamento, la manutenzione e la gestione dei rifiuti; il capitale sociale, quando si garantisce la parità rappresentativa attraverso l'impegno della comunità e la difesa degli stakeholder; e l'impatto ambientale, quando si persegue la riduzione dei rifiuti, le valutazioni del ciclo di vita e le alternative più sicure per l'ambiente rispetto ai prodotti chimici per la conservazione, agli imballaggi e ai materiali di trasporto.
Esempi di politiche di sostenibilità includono:
- Piano d'azione per la sostenibilità dell'Australian Museum
- Politica di sostenibilità del Museum of Contemporary Art (Australia)
- Politica di Sostenibilità del Gruppo Museo della Scienza
- Politica ambientale del Museo di Storia Nazionale